# Marathon de New York 2014
Navigation
2013 2015
Le Marathon de New York de 2014 est la 44e édition du Marathon de New York aux États-Unis qui a eu lieu le dimanche 2 novembre 2014. C'est le sixième et dernier des World Marathon Majors à avoir lieu en 2014.

## Faits marquants
- Le Kényan Wilson Kipsang devient le premier coureur à remporter les trois plus prestigieuses épreuves de marathon (Berlin, Londres et New York)[1].

- La joueuse de tennis danoise Caroline Wozniacki termine l'épreuve en 3 heures 26 minutes 33 secondes pour sa première participation à un marathon[2].

## Résultats

### Hommes

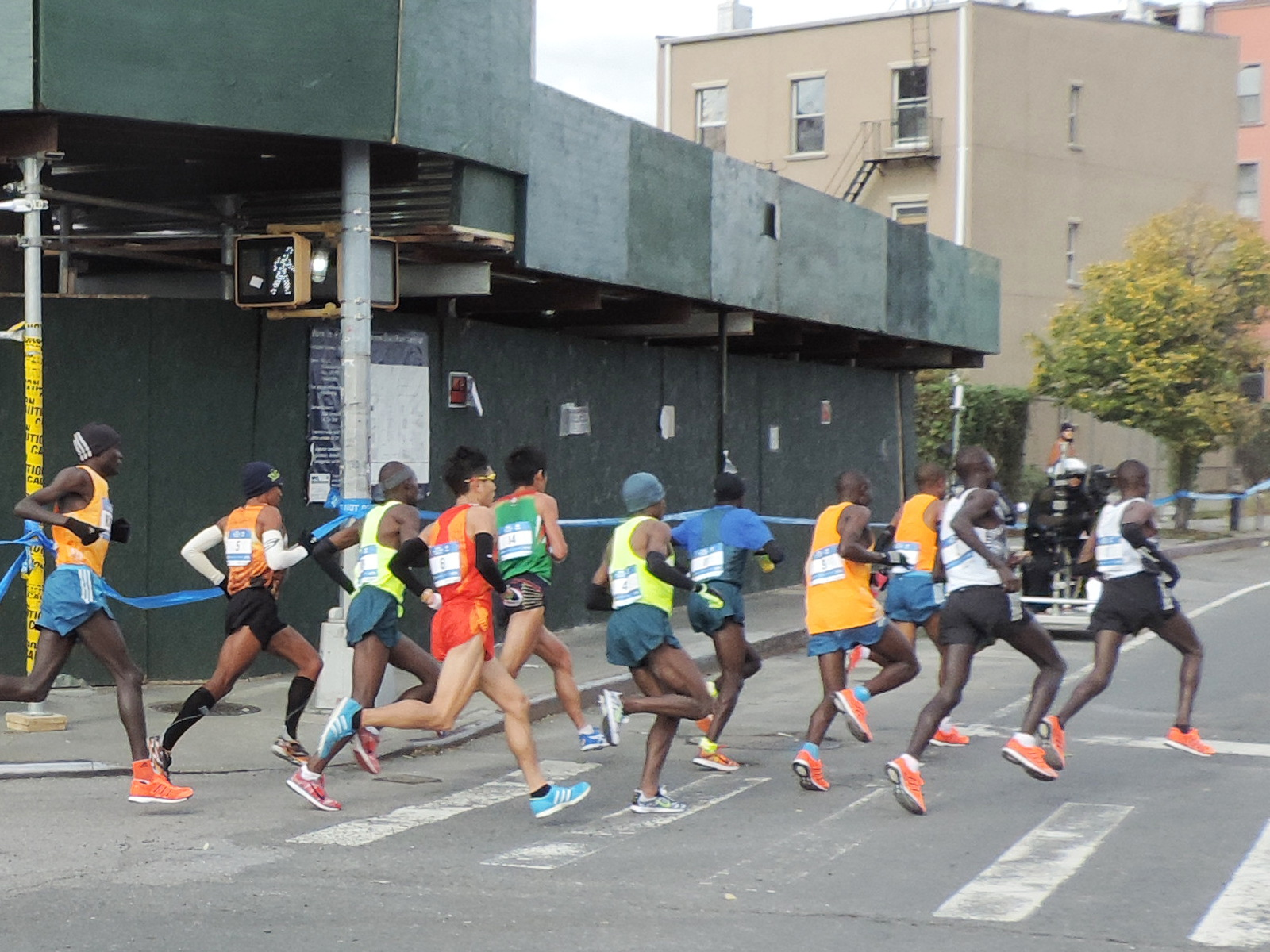
Tête de course hommes à Greenpoint (Brooklyn)

| Rang | Athlète                   | Nationalité | Temps           |
| ---- | ------------------------- | ----------- | --------------- |
|      | Wilson Kipsang            | Kenya       | 2 h 10 min 59 s |
|      | Lelisa Desisa             | Éthiopie    | 2 h 11 min 06 s |
|      | Gebregziabher Gebremariam | Éthiopie    | 2 h 12 min 03 s |
| 4    | Meb Keflezighi            | États-Unis  | 2 h 13 min 18 s |
| 5    | Stephen Kiprotich         | Ouganda     | 2 h 13 min 25 s |
| 6    | Geoffrey Mutai            | Kenya       | 2 h 13 min 44 s |
| 7    | Masato Imai               | Japon       | 2 h 14 min 36 s |
| 8    | Peter Cheruiyot Kirui     | Kenya       | 2 h 14 min 51 s |
| 9    | Ryan Vail                 | États-Unis  | 2 h 15 min 08 s |
| 10   | Nick Arciniaga            | États-Unis  | 2 h 15 min 39 s |

### Femmes

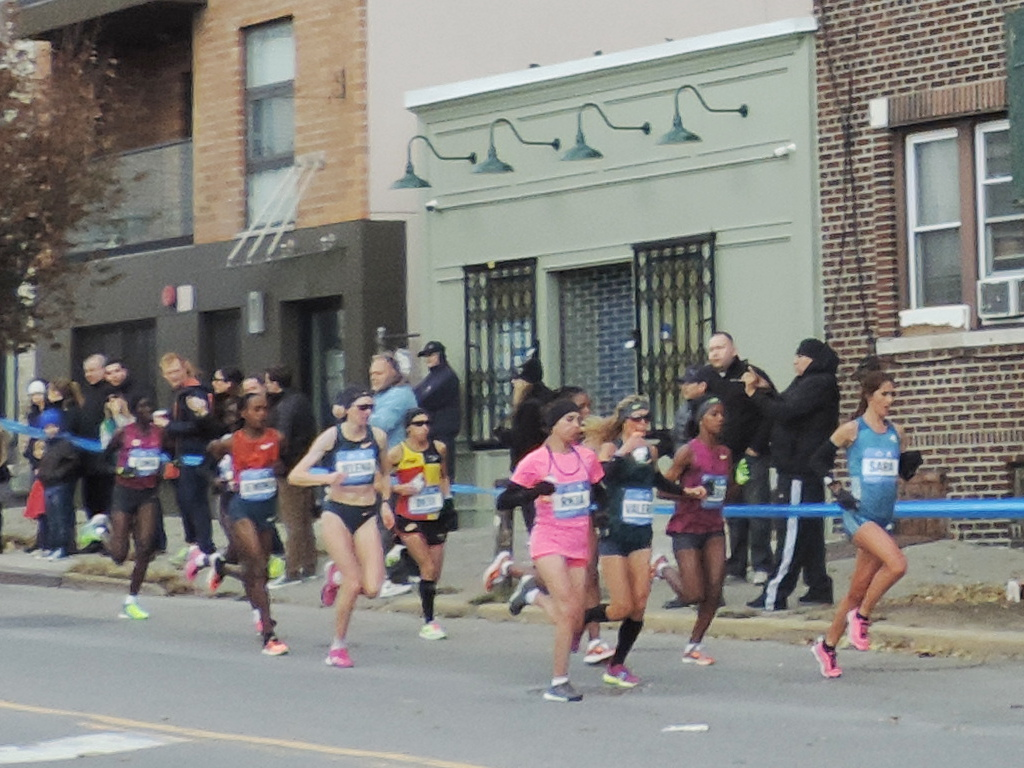
Tête de course femmes à Greenpoint (Brooklyn)

| Rang | Athlète           | Nationalité | Temps           |
| ---- | ----------------- | ----------- | --------------- |
|      | Mary Keitany      | Kenya       | 2 h 25 min 07 s |
|      | Jemima Sumgong    | Kenya       | 2 h 25 min 10 s |
|      | Sara Moreira      | Portugal    | 2 h 26 min 00 s |
| 4    | Jeļena Prokopčuka | Lettonie    | 2 h 26 min 15 s |
| 5    | Desiree Linden    | États-Unis  | 2 h 28 min 11 s |
| 6    | Rkia El Moukim    | Maroc       | 2 h 28 min 22 s |
| 7    | Firehiwot Dado    | Éthiopie    | 2 h 28 min 36 s |
| 8    | Valeria Straneo   | Italie      | 2 h 29 min 24 s |
| 9    | Buzunesh Deba     | Éthiopie    | 2 h 31 min 40 s |
| 10   | Annie Bersagel    | États-Unis  | 2 h 33 min 02 s |

### Fauteuils roulants (hommes)
| Rang | Athlète         | Nationalité    | Temps           |
| ---- | --------------- | -------------- | --------------- |
|      | Kurt Fearnley   | Australie      | 1 h 30 min 55 s |
|      | Ernst Van Dyk   | Afrique du Sud | 1 h 30 min 56 s |
|      | Tomasz Hamerlak | Pologne        | 1 h 30 min 56 s |

### Fauteuils roulants (femmes)
| Rang | Athlète          | Nationalité | Temps           |
| ---- | ---------------- | ----------- | --------------- |
|      | Tatyana McFadden | États-Unis  | 1 h 42 min 16 s |
|      | Manuela Schar    | Danemark    | 1 h 43 min 25 s |
|      | Wakako Tsuchida  | Japon       | 1 h 44 min 49 s |